# 45 Pułk Piechoty (LWP)
45 Pułk Piechoty im. Ludowych Partyzantów Ziemi Lubelskiej (45 pp) – oddział piechoty ludowego Wojska Polskiego. (JW Nr 3576, zmieniony w 1958 na 2425).

## Charakterystyka
Pułk sformowany został w 1945, w garnizonie Bydgoszcz, w oparciu o etat wojenny sowieckiego pułku strzeleckiego. Oddział wchodził w skład 14 Dywizji Piechoty.
W 1946 jednostka dyslokowana została do Siedlec. Rozkazem MON nr 0046/Org. z 30 września 1949 wszedł w podporządkowanie 3 Pomorskiej Dywizji Piechoty.
W 1952 jednostka podporządkowana została dowódcy 25 Dywizji Piechoty, w miejsce 83 Pułku Piechoty. W tym samym roku, po rozwiązaniu 25 DP, pułk powrócił w podporządkowanie dowódcy 3 DP.
Rozkazem nr 01/MON z 1 stycznia 1959 pułkowi nadano imię Ludowych Partyzantów Ziemi Lubelskiej.

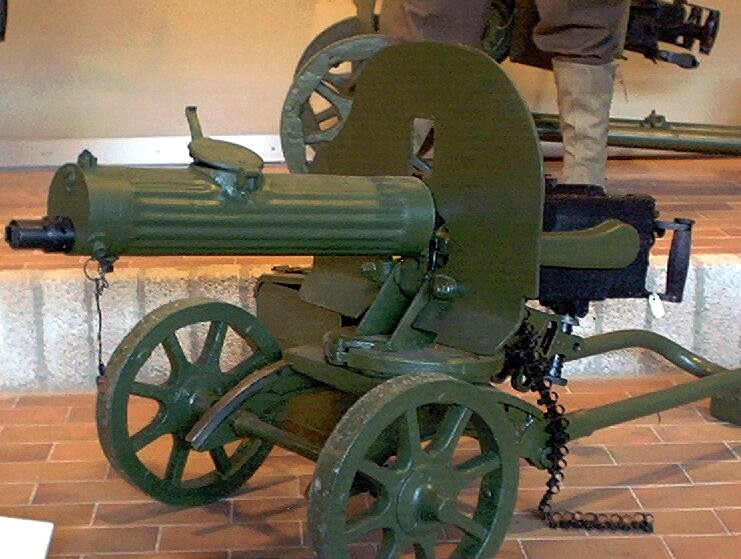
Maxim – podstawowy ckm pułku

## Skład etatowy
Dowództwo i sztab
- 3 bataliony piechoty
- kompanie: dwie fizylierów, przeciwpancerna, rusznic ppanc, łączności, sanitarna, transportowa
- baterie: działek 45 mm, dział 76 mm, moździerzy 120 mm
- plutony: zwiadu konnego, zwiadu pieszego, saperów, obrony pchem, żandarmerii

Etatowo stan pułku wynosił:
- 2915 żołnierzy (w tym oficerów – 276, podoficerów 872, szeregowców – 1765).
- sprzęt: 162 rkm, 54 ckm, 66 rusznic ppanc, 12 armat ppanc 45 mm, 4 armaty 76 mm, 18 moździerzy 50 mm, 27 moździerzy 82 mm, 8 moździerzy 120 mm

## Dowódca
- ppłk Józef Bielecki